# Emanuel Małyński
Emanuel Małyński herbu Poraj (urodzony jako Marek Emanuel Wit Małyński) (ur. 8 kwietnia 1875 w Żurnem koło Bereznego, zm. 17 maja 1938 w Lozannie) – polski pisarz i podróżnik.

## Życiorys
Urodził się jako jedyne dziecko dubieńskiego marszałka szlachty Michała Małyńskiego i pochodzącej z kurlandzkiej szlachty baronówny Annette von Wrangel zu Addinal, która używała imienia Anna. W 1903 odziedziczył pokaźny majątek po stryju Janie Małyńskim; prawdopodobnie od kilku lat mieszkał wtedy w Paryżu. Spadek pozwolił mu na zakup własnego mieszkania oraz prowadzenie wystawnego sposobu życia. Od 1902 należał do École d’Escrime Pratique, która gromadziła miłośników szermierki pojedynkowej i sportów obronnych. W 1904 został prezesem tej organizacji i zaangażował się w organizowanie prestiżowych turniejów szermierczych; ufundował również nagrodę dla szermierzy i strzelców „Challenge de Małyński”. Będąc człowiekiem nieprzeciętnie majętnym, miał koneksje z osobami ze świata polityki i artystami. Do jego zainteresowań należało lotnictwo oraz podróże; zwiedził Amerykę Północną, Indie i Australię.

## Poglądy
Przez krytyków jest uznawany za tradycjonalistę, którego poglądy były odmienne od programów istniejących wówczas nurtów politycznych. Jako osoba głęboko wierząca swoje teorie budował na fundamencie silniej wiary katolickiej i w oparciu o papiestwo. Zarazem był zdeklarowanym antykomunistą, a sposób na walkę z bolszewizmem upatrywał w zniesieniu demokracji i niedopuszczeniu do liberalizacji politycznej. Twierdził, że działalność ruchów rewolucyjnych jest skupiona bardziej na niszczeniu religii niż na walce o podłożu politycznym. Sądził, że skrajna lewica i skrajna prawica mają punkty styczne w silnym, antysekularystycznym powinowactwie. Wielokrotnie głosił, że jest zwolennikiem własności prywatnej, a nacjonalizacja prowadzi do rewolucji.

## Twórczość
Pozostawił po sobie trzydzieści dziewięć książek napisanych po francusku i angielsku oraz dwie po polsku. W 2005 we Francji ukazała się 25 tomowa seria dzieł Emanuela Małyńskiego:
- 1ère partie. L’ERREUR DU PREDESTINE;
- 2ème partie. LE REVEIL DU MAUDIT;
- 3ème partie. LE TRIOMPHE DU REPROUVE;
- 4ème partie. L’EMPREINTE D ISRAËL;
- 5ème partie. LES ÉLÉMENTS DE L’HISTOIRE CONTEMPORAINE;
- 6ème partie. LA GRANDE CONSPIRATION MONDIALE;
- 7ème partie. JOHN BULL ET L’ONCLE SAM;
- 8ème partie. LE COLOSSE AUX PIEDS D ARGILE;
- 9ème partie. LE TRIANGLE ET LA CROIX;
- 10ème partie. LA VEILLÉE DES ARMES;
- 11ème partie. LA GRANDE GUERRE SOCIALE;
- 12ème partie. LA DÉMOCRATIE VICTORIEUSE;
- 13ème partie. LE BOULEVERSEMENT DE L’EUROPE;
- 14ème partie. DANS LA GALERIE DES GLACES;
- 15ème partie. A NOUVELLE BABEL;
- 16ème partie. LES PROBLÈMES DE L’EST ET LA PETITE ENTENTE;
- 17ème partie. LA POLOGNE NOUVELLE;
- 18ème partie. L’AUBE ROUGE;
- 19ème partie. UNE MAIN CACHÉE DIRIGE;
- 20ème partie. LES FINALITÉS COMMUNISTES DU CAPITALISME;
- 21ème partie. LA GRANDE ERREUR D ALEXANDRE II;
- 22ème partie. LE TSAR LIBÉRATEUR, FOURRIER DU BOLCHEVISME;
- 23ème partie. ALEXANDRE III, ARTISAN DE LA RÉVOLUTION;
- 24ème partie. AU SEUIL DU CATACLYSME RUSSE;
- 25ème partie. LA FIN DE LA RUSSIE.